# Homalernis
Homalernis là một chi bướm đêm thuộc phân họ Tortricinae của họ Tortricidae.

## Các loài
- Homalernis arystis Meyrick, 1918
- Homalernis semaphora Meyrick, 1908